# Штеффен Блохвіц
Штеффен Блохвіц (нім. Steffen Blochwitz, 8 вересня 1967) — німецький велогонщик.
Срібний призер Олімпійських Ігор 1988 року в командній гонці переслідування.
Чемпіон світу з трекових велоперегонів 1989 року в командній гонці переслідування, срібний призер 1986 (командна гонка переслідування), 1987 (командна гонка переслідування) років, бронзовий призер 1989 року в індивідуальній гонці переслідування.